# Col de la Colombière
Pour les articles homonymes, voir Col de la Colombière (homonymie).
Le col de la Colombière est un col situé en France dans le massif alpin des Bornes, en Haute-Savoie.
Il permet de relier le cœur du massif, notamment les vallées du Borne et du Fier où se trouvent Le Grand-Bornand, La Clusaz ou encore Thônes, avec la vallée de l'Arve au nord. Situé à 1 607 mètres d'altitude, il est un point de passage routier et cycliste populaire et un lieu de départ de randonnée mais est fermé l'hiver car non déneigé.

## Géographie

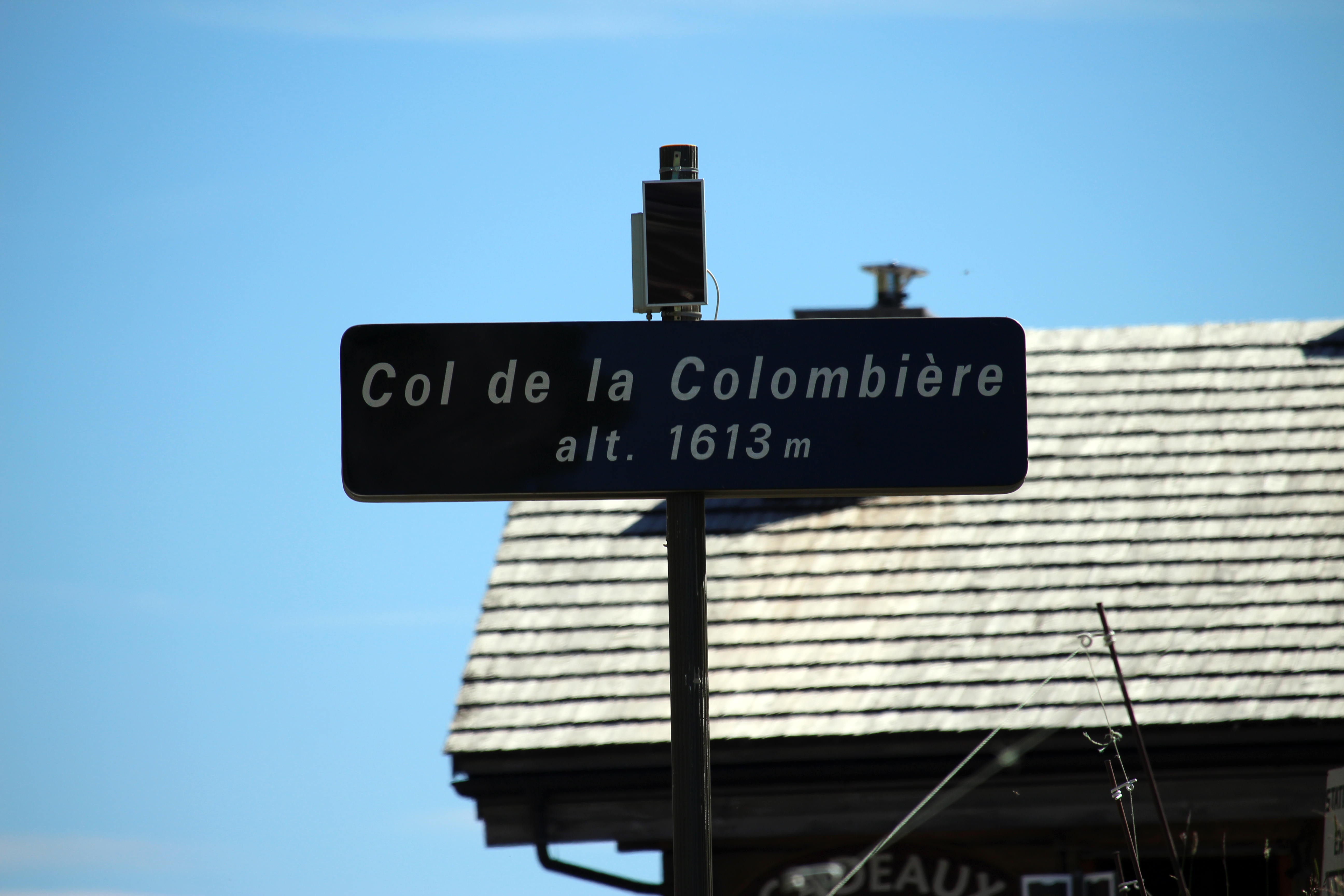
Panneau routier au col en 2016.

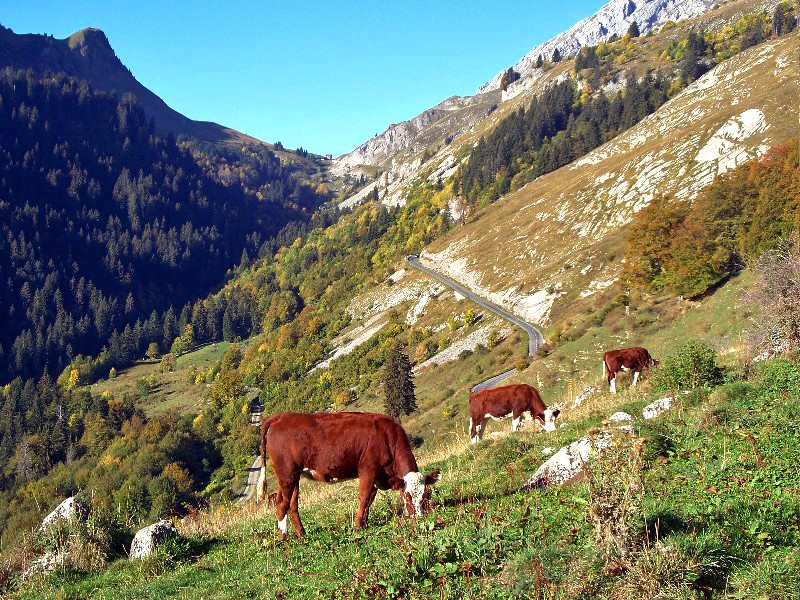
Vue sur la dernière portion de route sur le versant nord du col.

L'altitude du col présente différentes valeurs selon les sources : 1 607, 1 613 ou 1 618 mètres. Pour l'IGN, le col est situé à 1 607 mètres d'altitude selon un point coté sur les cartes au 1:25 000e placé sur la route mais à quelques mètres au nord-est du col topographique ; pour l'édition de 1950 et sur les cartes à des échelles plus petites, le point coté placé au col indique l'altitude 1 613 mètres. Selon le panneau routier au col et certaines cartes et sites en ligne, son altitude est de 1 613 mètres,,. Enfin, il est parfois indiqué à l'altitude de 1 618 mètres comme sur le panneau routier au col jusque dans le début des années 2000 ou certains organismes comme l'office de tourisme du Grand-Bornand. Aucun repère géodésique ou altimétrique n'est situé exactement au col, le plus proche étant le repère de nivèlement placé sur la chapelle située à quelques mètres au nord et au-dessus du col et qui indique une altitude de 1 615,884 mètres. Cette valeur altimétrique de 1 615,884 à la chapelle située au-dessus du col entre en contradiction avec celle supérieure de 1 618, voire celle de 1 613 qui est bien inférieure mais d'une valeur qui serait encore trop élevée pour une altitude réelle du col.
Le col permet de relier les vallées du Borne où se situe Le Grand-Bornand au sud-est et celle du Foron du Reposoir où se situe le Reposoir au nord-est, dans le massif des Bornes, notamment entre la chaîne du Bargy au nord-nord-ouest et la tête d'Auferrand au sud-sud-est. Avec le col des Aravis, il s’agit d'un point de passage au travers de la chaîne éponyme, mais il est d'importance secondaire : la cluse de la vallée de l'Arve, reliant Bonneville à Sallanches, offre une voie passage plus aisé qu’emprunte d'ailleurs l’autoroute Blanche.
Le col de la Colombière est de ce fait fermé l'hiver, généralement de début novembre à mi-mai, sauf nécessité particulière. Les sentiers au départ du col sillonnent la chaîne du Bargy, principal belvédère sur la chaîne des Aravis culminant à 2 438 mètres à la pointe Blanche. L'accès au col est possible par la route du Grand-Bornand (vallée du Chinaillon), qui offre une vue sur le massif de la Tournette et la chaîne des Aravis, ou par la route de Scionzier (vallée du Reposoir) d'où l'on découvre, après le Reposoir, les pointes rocheuses des chaînes du Bargy et des Aravis.

## Cyclisme

### Cyclisme professionnel

#### Tour de France
Escaladé à 23 reprises, ce col classé en 1re catégorie depuis 1978 figure au nombre des principales difficultés alpestres du Tour de France, notamment lorsqu'il est escaladé en fin de parcours, entre le col des Aravis et le col de Joux Plane.
Voici les coureurs qui ont franchi le col en tête :
| Année | Étape | Catégorie | Coureur              |
| ----- | ----- | --------- | -------------------- |
| 1960  | 18    | 2         | Fernando Manzaneque  |
| 1968  | 19    | 2         | Barry Hoban          |
| 1975  | 17    | 2         | Vicente López Carril |
| 1978  | 17    | 1         | René Bittinger       |
| 1980  | 18    | 1         | Ludo Loos            |
| 1982  | 17    | 1         | Jean-René Bernaudeau |
| 1983  | 18    | 1         | Jacques Michaud      |
| 1984  | 19    | 1         | Jérôme Simon         |
| 1985  | 12    | 1         | Luis Herrera         |
| 1987  | 22    | 1         | Eduardo Chozas       |
| 1990  | 10    | 1         | Thierry Claveyrolat  |
| 1991  | 18    | 1         | Thierry Claveyrolat  |
| 1994  | 18    | 1         | Piotr Ugrumov        |
| 1997  | 15e   | 1         | Richard Virenque     |
| 2000  | 16e   | 1         | Marco Pantani        |
| 2002  | 17e   | 1         | Mario Aerts          |
| 2006  | 17e   | 1         | Floyd Landis         |
| 2007  | 7e    | 1         | Linus Gerdemann      |
| 2009  | 17e   | 1         | Fränk Schleck        |
| 2010  | 9e    | 1         | Christophe Moreau    |
| 2016  | 20e   | 1         | Thomas De Gendt      |
| 2018  | 10e   | 1         | Julian Alaphilippe   |
| 2021  | 8e    | 1         | Dylan Teuns          |

#### Critérium du Dauphiné
Son ascension, classée en 1re catégorie après la descente du col de Romme, fut au programme de la 5e étape du critérium du Dauphiné 2020. Le col a été également grimpé lors de la 8e étape du critérium du Dauphiné 2021, par Le Grand-Bornand, un versant classé en 1re catégorie. Mark Padun l'a franchi en tête.

### Cyclosport
Le col de la Colombière est également parfois grimpé par les cyclistes amateurs sur les cyclosportives la Time Megève Mont Blanc et la Grand Bô.

### Profil de l'ascension

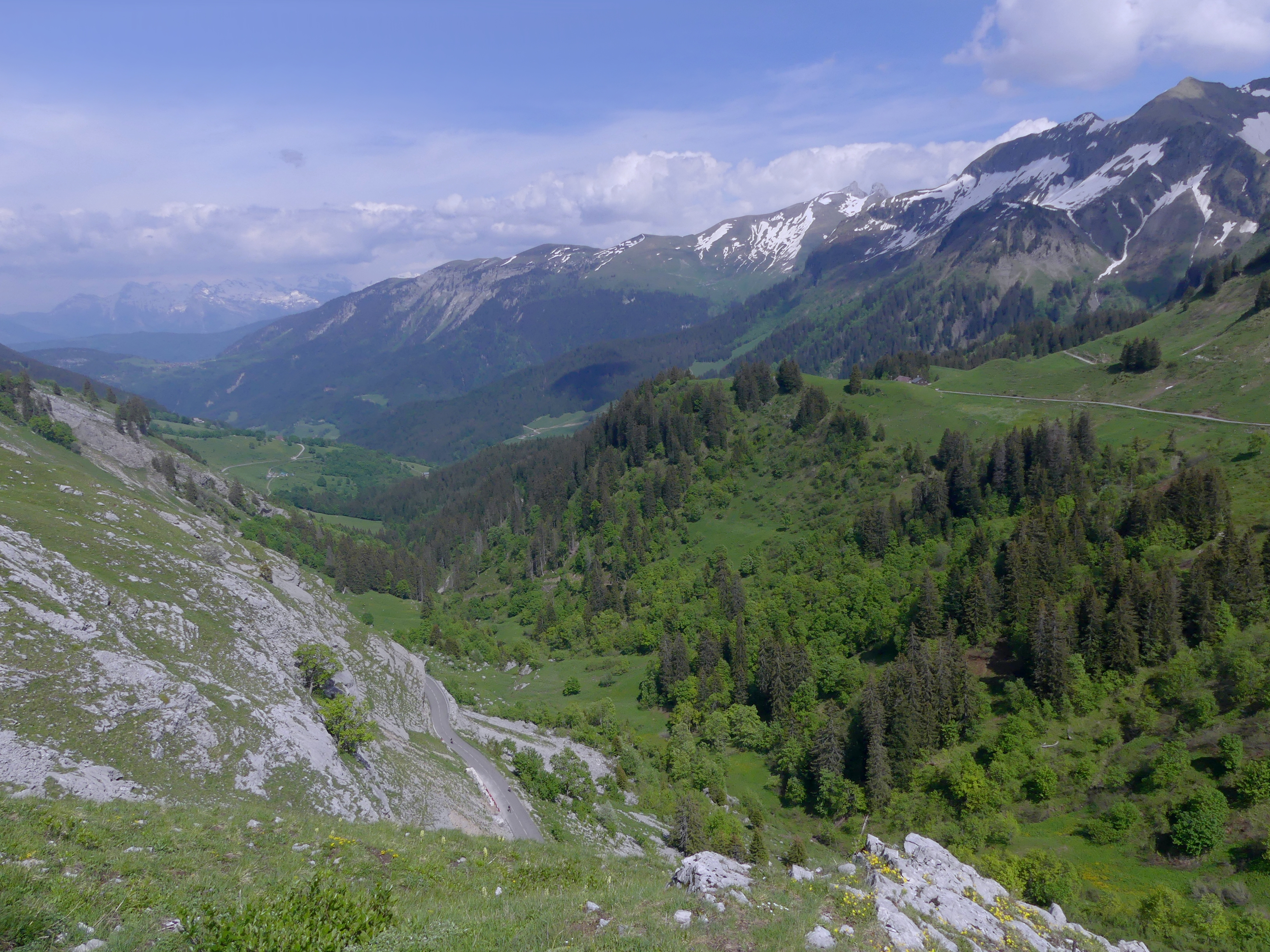
La vallée du Reposoir sur le versant nord du col.

Le versant nord à partir de Cluses représente 1 128 m de dénivelée en 19,5 km (moyenne 5,7 %). Mais la montée débute véritablement à partir de Scionzier pour une distance de 16,3 km. Elle démarre par 2 km en pente modérée jusqu’à Blanzy avant de rentrer dans des pourcentages un peu plus soutenus variant de 6 à 8 % pendant 4 km. Malgré les arbres qui masquent le paysage, on peut parfois distinguer Scionzier et Cluses que la route domine après quelques kilomètres. Mais cette portion est suivie d’un replat qui permet d’emmener un plus gros braquet pendant 3 km, toujours en forêt et ce jusqu’au village de Le Reposoir, à la jonction de la route du col de Romme. Cette partie suit le cours d’un torrent. Mais à la sortie de ce village, à la moitié de l’ascension, une petite série de lacets marque le début de pourcentages nettement plus difficiles et sans répit jusqu’au col. Le paysage est désormais découvert, permettant d’observer entièrement Le Reposoir et sa chartreuse mais aussi la pointe Percée (2 752 m) ; et la route est beaucoup moins à l’ombre. À 4 km environ du col, il faut passer un petit raidillon mais la suite est encore plus difficile. En effet, à 3 km du sommet, on peut distinguer l’un des chalets présents au col. Mais pour y parvenir, il faut grimper une pénible route à flanc de montagne avec notamment un pourcentage de 10 % enregistré sur les 1 500 derniers mètres, et de surcroît rectiligne.
Le versant sud, nettement plus facile, représente une distance de 16,5 km en partant de La Clusaz mais comprend une descente de 4 km jusqu'à la sortie de Saint-Jean-de-Sixt. C’est pourquoi on considère qu’il débute véritablement au Grand-Bornand pour une distance de 11,8 km. Les cinq premiers kilomètres présentent des moyennes proches de 5 à 6 % avec des lignes droites entrecoupées de larges épingles. Ils sont suivis d’une courte portion plane avant un passage légèrement plus pentu avant d’entrer dans le village du Chinaillon où la pente est plus douce. Après ce village, on entre dans les alpages et les pourcentages sont supérieurs à 7 % dans les deux avant-derniers kilomètres. Les deux derniers kilomètres font face à d’imposantes barres rocheuses et le dernier kilomètre est nettement plus raide avec une moyenne de 8 % et une difficile ligne droite pour atteindre les chalets du col de la Colombière. La descente sur Le Grand-Bornand, bien qu’elle ne soit pas très pentue, présente l’avantage d’offrir une grande visibilité sur les épingles plus bas.

## Autres activités
À 2 km du col de la Colombière, sur le versant sud-ouest, se trouve le début d’une piste de via ferrata d’une longueur de 1 100 m pour un dénivelé de 590 m. Elle permet d’atteindre les 2 000 m d’altitude sur les falaises. Le col de la Colombière est aussi un lieu de départ de sentiers de petite randonnée.

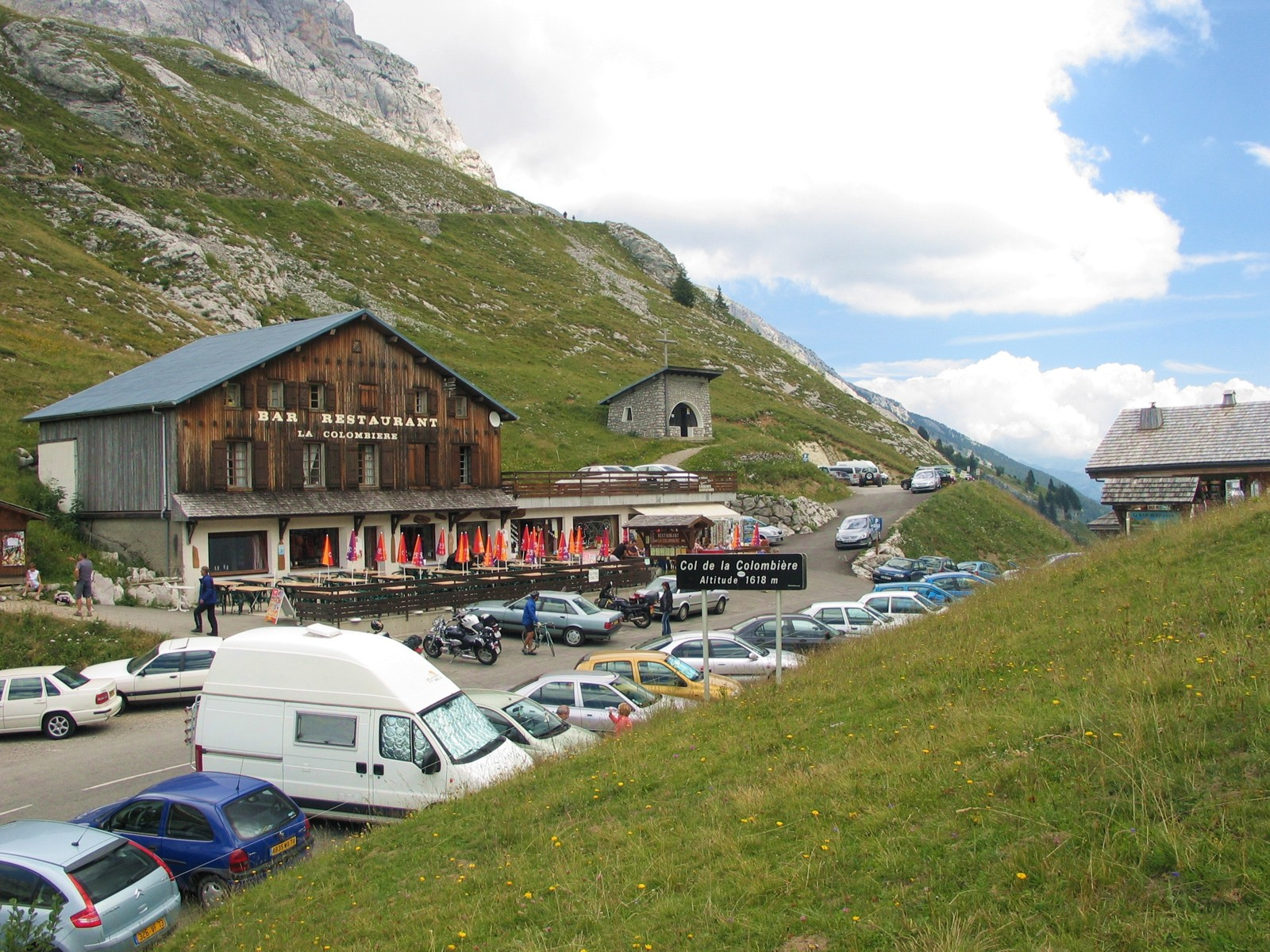
Le col vu depuis le sud.
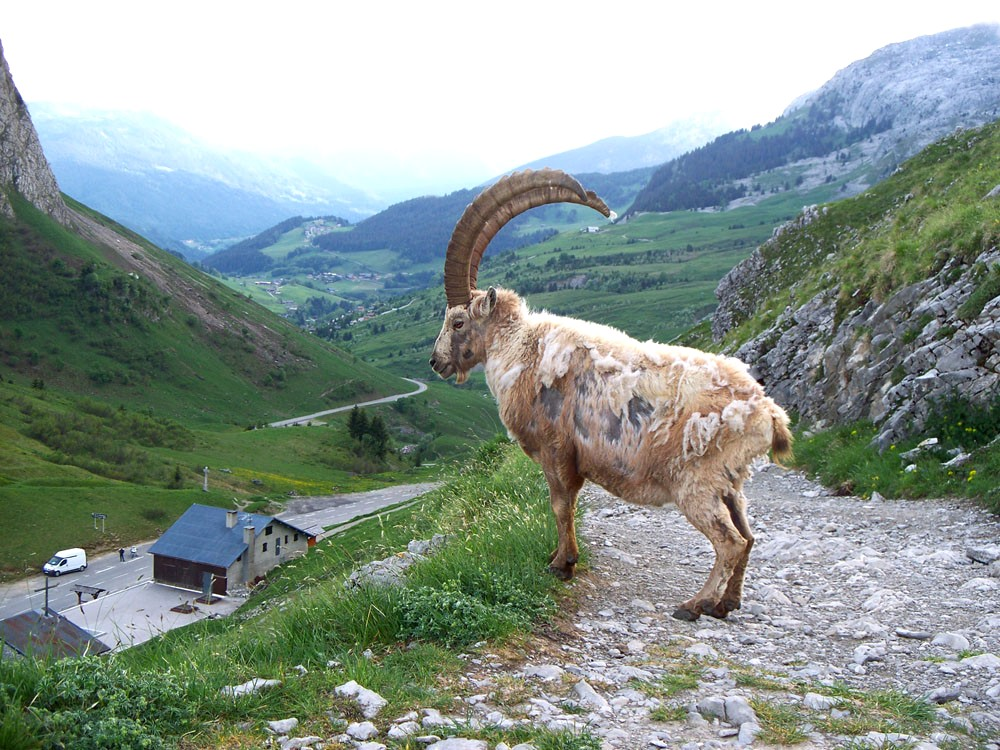
Bouquetin au-dessus du col avec vue sur le versant sud.
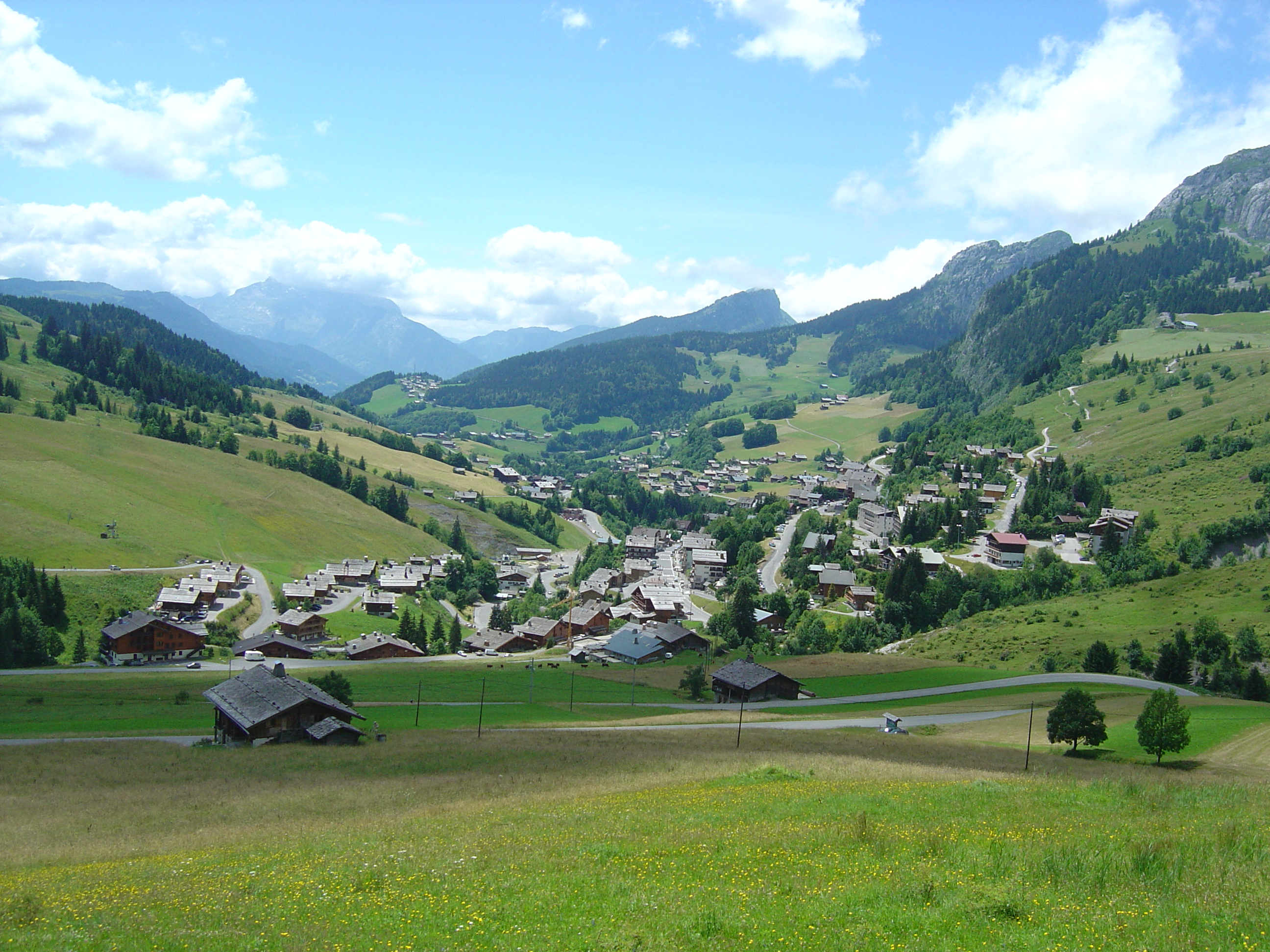
Le hameau du Chinaillon dans l'ascension par le versant sud.